# Теренс Трент Д'Арбі
Сананда Франческо Майтрея (англ. Sananda Francesco Maitreya, справжнє ім'я Теренс Трент Говард; нар. 15 березня 1962), більше знаний під колишнім сценічним іменем Теренс Трент Д'Арбі, англ. Terence Trent D'Arby) — американський співак та автор пісень, який прославився завдяки дебютному студійноиу альбому «Introducing the Hardline According to Terence Trent D'Arby» (1987). До альбому входили сингли «If You Let Me Stay», Sign Your Name, Dance Little Sister та Wishing Well.

## Ранні роки
Теренс Трент Д'Арбі народився у Манхеттені у 1962 році. Його мати Френсіс Говард співала у церковному хорі, вийшла заміж за єпископа Джеймса Бенджаміна Дарбі, який став вітчимом Теренса, від якого він отримав прізвище, яке Теренс пізніше доповнив апострофом.
Він займався боксом в Орландо і в 1980 році виграв чемпіонат Golden Gloves серед легковаговиків у Флориді. Отримав пропозицію відвідувати школу боксу в Армії Сполучених Штатів, але натомість пішов до коледжу. В університеті Центральної Флориди він провчився рік і записався в армію США. Його було призначено у Форт-Сіллі, штат Оклахома, потім служив у 3-й бронетанковій дивізії поблизу Франкфурта. У квітні 1983 року звільнено з армії через дезертирство. Перебуваючи в Західній Німеччині, він став співати у гурті «The Touch», яка випустила альбом «Love On Time» (1984). У 1986 році він виїхав із Західної Німеччини до Лондона, де недовго грав з гуртом «The Bojangles». Там він почав працювати з продюсером Говардом Грієм і підписав контракт з компанією CBS Records.

## Під іменем Теренс Трент Д'Арбі
Дебютний сольний альбом Д'Арбі став найуспішнішим у його кар'єрі «Introducing the Hardline According to Terence Trent D'Arby» вийшов у липні 1987 року.
У 1988 році альбом отримав нагороду «Ґреммі» у категорії «Найкращий чоловічий вокальний виступ у стилі R&B» та премію BRIT Award у номінації «Найкращий іноземний дебютант».
Другий альбом побачив світ у 1989 році, а ще через чотири роки вийшов третій. З такими синглами як «Delicate»» та «She Kissed Me» третій альбом «Symphony or Damn» досяг 4-го місця у британських чартах. У 1995 році Д'Арбі випустив альбом «Vibrator», після чого вирушив у світове турне.
У 1999 році Д'Арбі замінив загиблого вокаліста Майкла Гатченса і виступив з INXS на офіційному відкритті стадіону Австралія (головне місце проведення Олімпіади в Сіднеї).

## Під іменем Сананда Майтрея
4 жовтня 2001 року Д'Арбі юридично змінив своє ім'я на Сананда Майтрея (майтрея з санскриту — «Той, хто є любов»), на це його спонукали, за його словами, деякі сни (чи видіння), які він побачив у 1995 році.

## Особисте життя
Майтрея одружився з італійською телеведучою та архітектором Франческою Франконе у 2003 році. У них двоє дітей.

## Дискографія
- Introducing the Hardline (1987)
- Neither Fish nor Flesh (1989)
- Symphony or Damn (1993)
- Vibrator (1995)
- Wildcard (2001)
- Angels &amp; Vampires – Volume I (2005)
- Angels &amp; Vampires – Volume II (2006)
- Nigor Mortis (2009)
- The Sphinx (2011)
- Return to Zooathalon (2013)
- The Rise of the Zugebrian Time Lords (2015)
- Prometheus & Pandora (2017)

## Фільмографія
як Теренс Трент Д'Арбі
- 1984: Schulmädchen '84
- 1993: Heimat II: A Chronicle of a Generation
- 1999: Shake, Rattle and Roll: An American Love Story
- 1999: Clubland as Toby
- 2000: Static Shock (епізод 1)